# Walter Rudolf Hess
Walter Rudolf Hess (Frauenfeld, 17 de Março de 1881 — Muralto, 12 de Agosto de 1973) foi um fisiologista suíço. Foi agraciado com o Nobel de Fisiologia ou Medicina de 1949, em conjunto com António Egas Moniz.

## Pesquisa
Hess usou técnicas de estimulação cerebral desenvolvidas no final dos anos 1920. Usando eletrodos, Hess estimulou o cérebro em regiões anatômicas bem definidas. Isso lhe permitiu mapear regiões do cérebro para respostas fisiológicas específicas. Ele desenvolveu uma técnica especial que chamou de "estimulação por corrente contínua interrompida (DC)", que usava estímulos de longa duração (normalmente 12,5 ou 25 ms) com declives ascendentes e descendentes semelhantes a rampas. Além disso, os estímulos eram bastante fracos (cerca de 0,5–1,5 V) e de baixa frequência (2–12 Hz, geralmente 8 Hz) e ele usou eletrodos muito finos com um diâmetro de 0,25 mm.
Ao estimular o hipotálamo, ele poderia induzir comportamentos de excitação à apatia; dependendo da região de estimulação. Ele descobriu que podia induzir respostas diferentes ao estimular o hipotálamo anterior (lateral) em comparação com a estimulação do hipotálamo ventromedial posterior. Ao estimular a parte anterior, ele poderia induzir queda da pressão arterial, desaceleração da respiração e respostas como fome, sede, micção (urinar) e defecação. A estimulação da parte posterior levou a uma extrema excitação e comportamento defensivo.
Hess também descobriu que podia induzir o sono em gatos - uma descoberta altamente controversa na época, mas posteriormente confirmada por outros pesquisadores, incluindo seu filho Rudolf Max Hess.

## Publicações
- Beiträge zur Physiologie des Hirnstammes. I. Teil. Die Methodik der lokalisierten Reizung und Ausschaltung subkorticaler Hirnabschnitte. Leipzig: G. Thieme 1932.
- Das Zwischenhirn und die Regulation von Kreislauf und Atmung. Leipzig: G. Thieme, 1932.
- Beiträge zur Physiologie des Hirnstammes. II. Teil. Das Zwischenhirn und die Regulation von Kreislauf und Atmung. Leipzig: G. Thieme 1938.
- Die funktionelle Organisation des vegetativen Nervensystems. Basel: B. Schwabe, 1948.
- Das Zwischenhirn. Syndrome, Lokalisationen, Funktionen. Basel: B. Schwabe, 1949; 2ª edição ampliada 1954; Edição em inglês: The Diencephalon . Nova York: Grune & Stratton 1954
- Hypothalamus und Thalamus. Experimental-Dokumente. Stuttgart: G. Thieme, 1956.
- Psychologie in biologischer Sicht. Stuttgart: G. Thieme, 1968.